# Thomas Dormandy
Thomas Louis Dormandy (* 30. Oktober 1926 in Budapest; † 20. Februar 2013 in London) war ein britischer Mediziner ungarischer Herkunft. Sein Fachgebiet war die Pathologie. Er veröffentlichte mehrere Bücher zur Geschichte der Medizin.

## Leben
Dormandy wuchs auf einem Familiensitz in Dormánd östlich von Budapest auf. Er hatte zwei jüngere Geschwister, einen Bruder und eine Schwester. Als die Wehrmacht 1944 im Unternehmen Margarethe Ungarn besetzte, versteckte sich die Familie in einem katholischen Kloster. Dort hielt sie sich bis zum Eintreffen der Roten Armee auf.
Anschließend begab sich die Familie auf die Flucht, die mehrere Jahre dauerte und verschiedene Stationen umfasste. In dieser Zeit legte Dormandy in Cluj seine erste Prüfung in Medizin ab, musste sie später jedoch zweimal wiederholen, zunächst in Genf auf Französisch und später nochmals auf Englisch in London, wo die Familie sich schließlich niederließ und Dormandy an der Royal Free Hospital Medical School angenommen wurde.
Seine Wehrpflicht erfüllte Dormandy anschließend als Hauptmann im Royal Army Medical Corps. In dieser Zeit unterstand ihm ein Flüchtlingslager für Ungarn, das nach dem Ungarischen Volksaufstand von 1956 eingerichtet worden war. In den späten 1950er- und frühen 1960er-Jahren schrieb er zahlreiche Artikel für die medizinische Fachzeitschrift The Lancet, wobei auch sein Interesse an Literatur, Musik und Bildender Kunst zum Tragen kam. 
Er setzte seine medizinische Ausbildung in Londoner Kliniken fort, ab 1961 am Central Middlesex Hospital und ab 1963 am Guy’s Hospital. Ab 1967 war er Facharzt für Klinische Pathologie am Whittington Hospital im London Borough of Islington, wo er bis zu seinem Eintritt in den Ruhestand tätig war. Sein weiteres Interesse galt der Chirurgie. Er wurde Fellow am Royal College of Surgeons of Edinburgh, wo er lange Jahre medizinische Prüfungen abnahm. Viele jüngere Mediziner fanden in ihm einen verlässlichen Mentor.

### Wissenschaftliche Leistung
Der Schwerpunkt von Dormandys beruflicher Tätigkeit lag in der medizinischen Forschung. Im Laufe der Jahre veröffentlichte er über 200 Fachartikel. Zu einem Zeitpunkt, da dieser Aspekt noch wenig erforscht war, wurde er Ende der 1960er Jahre zum Experten für Radikale und deren Einfluss auf biologische Prozesse. Unter anderem untersuchte Dormandy die Bedeutung der Radikale bei Rheumatoider Arthritis und bei Reperfusionsschäden. Er entwickelte neue Methoden zum Nachweis der Radikale und studierte die Funktion von Antioxidantien als Radikalfänger. 
Dormandy spielte eine Schlüsselrolle bei der Gründung der Society for Free Radical Research, als deren Präsident er 1982 auch fungierte.

### Buchautor
Nach Ende seines Berufslebens begann Dormandy eine neue Karriere als Autor von historischen Studien, in denen er Ansätze der Medizin-, Sozial- und Kulturgeschichte verband. Dabei beschrieb er die Behandlung der Tuberkulose über die Jahrhunderte (The White Death, 1999), den Einfluss von René Laënnec, Ignaz Semmelweis, Joseph Lister und Walter Reed als vier wichtigen Pionieren der modernen Medizin (Moments of Truth, 2003), die Schmerzen, denen Patienten vor der Einführung der Anästhesie bei chirurgischen Eingriffen ausgesetzt waren (The Worst of Evils, 2006), und die Bedeutung des Opiums seit der Steinzeit (Reality's Dark Dream, 2012). Ein Schwerpunkt dieser Bücher lag in der Anklage historischer Quacksalbereien, insbesondere der Anwendung von Behandlungsmethoden, die mehr Schaden als Nutzen verursacht hatten, und des Widerstandes von Ärzten gegen medizinischen Fortschritt durch die Zeiten. Bereits als er für den Lancet schrieb, hatte er sich mit Fragen der Medizinethik auseinandergesetzt.
Mit einem weiteren Buch stellte Dormandy eine Verbindung zwischen seinen Interessen als Wissenschaftler und als Liebhaber der Bildenden Kunst her und untersuchte, welchen Einfluss die Gebrechlichkeiten des Alters auf das Spätwerk großer Künstler wie Michelangelo und Henri Matisse hatten (Old Masters, 2001).

### Privates und Tod
Dormandy war ein begeisterter Hobbymaler, der seine Werke auch öffentlich ausstellte, so bei der Sommerausstellung der Royal Academy of Arts.  
Er war zweimal verheiratet. 1951 ehelichte er Katherine Baker, die später als Hämatologin großes berufliches Ansehen erwarb und mit der gemeinsam er zwei Töchter und einen Sohn hatte. Nach dem Tod seiner ersten Frau heiratete Dormandy 1982 Elizabeth Chapman. Aus dieser Ehe gingen noch ein Sohn und eine Tochter hervor.
Thomas Dormandy starb am 20. Februar 2013 im Alter von 86 Jahren in seinem Haus in London. Trotz seit längerem nachlassender Körperkraft hatte er bis zu seinem Tod an einem weiteren Buch gearbeitet, das den Titel A Short History of Medicine tragen sollte.

## Werke
- The White Death. A History of Tuberculosis. Hambledon, London 1999, ISBN 1852851694.
- Old Masters. Great Artists in Old Age. Hambledon and London, London 2001, ISBN 1852852909.
- Moments of Truth. Four Creators of Modern Medicine. Wiley, Chichester 2003, ISBN 0470863218.
- The Worst of Evils. Man's Fight against Pain. A History. Yale University Press, London und New Haven 2006, ISBN 0300113226.
- Opium. Reality's Dark Dream. Yale University Press, New Haven 2012, ISBN  9780300175325.

## Herausgeber
- Free Radicals. Chemistry, Pathology and Medicine. Richelieu, London 1988, ISBN 0903840030 (mit Catherine Rice-Evans).